# Monmu
Keizer Monmu (文武天皇, Monmu-tennō, 683 — 18 juli 707) of Mommu, was de 42e keizer van Japan volgens de traditionele opvolgvolgorde.
Hij was de kleinzoon van keizer Tenmu en keizerin Jitō. Toen zijn vader stierf, kroonprins Kusakabe, was hij 6 jaar oud. Monmu besteeg de troon in 697 en regeerde tot zijn dood in 707 toen hij stierf aan een ziekte. Hij werd opgevolgd door zijn moeder keizerin Genmei.
Monmu, bij geboorte Karu-shinnō, liet een zoon na genaamd Obito no miko, die later keizer Shōmu zou worden.
* Regent Jingu staat niet op de traditionele lijst.